# Schloss Schwarzeneck

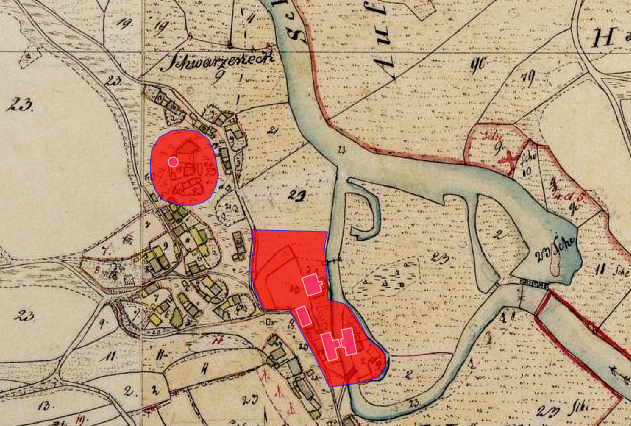
Lageplan von Schloss und Burgstall Schwarzeneck auf dem Urkataster von Bayern

Das Schloss Schwarzeneck liegt in dem gleichnamigen Ortsteil des oberpfälzischen Marktes Schwarzhofen im Landkreis Schwandorf von Bayern (Schwarzeneck Nr. 23). Die Anlage wird als Bodendenkmal unter der Aktennummer D-3-6640-0131 im Bayernatlas als „archäologische Befunde des Mittelalters und der frühen Neuzeit im Bereich des ehemaligen Schlosses sowie des zugehörigen Eisenhammers in Schwarzeneck“ geführt. Ebenso ist sie unter der Aktennummer D-3-76-164-41 als denkmalgeschütztes Baudenkmal von Schwarzeneck verzeichnet.

## Geschichte
1210 tritt Heinrich von Schwarzeneck in einer Urkunde des Regensburger Bischofs Konrad und der Gräfin Mechthilde von Hohenberg auf. Dieser Heinrich von Swartzenecke wird als ortenburgischer Ministeriale angesehen; als solcher bezeugt er einen Verpfändungsvertrag zwischen Graf Heinrich von Altendorf und dem Ortenburger Grafen Heinrich I. Schwarzeneck war damals der Grafschaft Ortenburg zugehörig, was auch dadurch bestätigt wird, dass Schwarzeneck in dem Salbuch von Herzog Ludwig II. im Amt Neunburg-Warberg eingetragen ist, das u. a. die Besitzungen der Wittelsbacher umfasste, die von ihnen zwischen 1268 und 1272 von den Grafen Ortenburg-Murach erworben wurden. In dem Vertrag von 1271 scheinen die milites Hainricus und Ott Zenger auf, deren Familien Schwarzeneck im 14. und in der ersten Hälfte des 15. Jahrhunderts besaßen. 1281 informierte Cholo von Schwarzeneck seinen Lehensherrn, den Grafen Wernhardus de Leonberch, über die Rückgabe verschiedener Höfe und Zehente durch Chonradus de Gicenrvt und Heinricus Hvstetarius. Graf Berengerus de Lonsperch übergab 1285 die Lehen seines Vasallen Cholo de Swartenekke dem Kloster Schönthal. 1292 bestätigt Berengerus die Schenkung dreier Höfe, die neben Otto von Pertolzhofen und Konrad von Murach auch Chol von Schwarzeneck als Lehen innehatten. Einen Vergleich zwischen den Wittelsbachischen Brüdern Heinrich und Ludwig beschwören am 31. Januar 1284 due Cholones de Swartzenekke auf Seiten des Ludwigs.
Herzog Ludwig belehnt am 12. April 1293 Ulrich Marschalk von Lengenfeld mit der Burg Swarzeneke mitsamt allen Pertinenzen. Die Familie Cholo wurde mit der villa in Vodern Aichelperg entschädigt, über die 1326 Heinricus Cholo verfügt. Chol, Heinricus und Rimboto de Swartzenekk verzichten 1297 auf den Zehent aus einigen lonsbergischen Gütern in Hiltenbach zugunsten des Klosters Walderbach. Chol de Schwarzzekke trat dem Kloster Schönthal 1300 verschiedene Lehensrechte ab.
Am 19. März 1305 nennt sich Heinrich der Zenger nach Schwarzeneck. Auch dieser befand sich unter den nordgauischen Rittern, die sich 1321 zu Ludwig bekannten und an der Schlacht bei Mühldorf teilgenommen hatten. In dem Wittelsbach’schen Hausvertrag von Pavia von 1329 wurde Schwarzeneck den Söhnen Rudolfs (Rudolf II. und Ruprecht I.) zugesprochen. Ab 1339 saßen die Brüder Heinrich IV.  und Otto III. auf Schwarzeneck. Ottos Sohn, Heinrich VI. Zenger von Schwarzeneck war 1359 Pfleger auf der Veste Regenstauf. Heinrich V. Zenger von Schwarzeneck war 1351 bis 1355 Vitztum in Amberg. Bis zum Ende des 14. Jahrhunderts sind Otto III. Zenger und Heinrich IV. in zahlreichen Urkunden mit ihrem Stammsitz Schwarzeneck erwähnt. Am 19. Februar 1376 ist hier Parzival Zenger von Schwarzeneck, ein Sohn des Heinrich V., genannt. Zuletzt siegelt ein Tristram II. Zenger von Schwarzeneck eine Urkunde als Pfleger von Nabburg.
Die Burg Schwarzeneck wurde vermutlich 1427 im Kampf des Tristram Zengers von Schwarzeneck gegen die Bayernherzöge Ernst und Wilhelm zerstört. In den Landsassenmatrikeln des 16. Jahrhunderts scheint Schwarzeneck nicht mehr als Adelsgut auf.
1526 wird ein Hammer in Schwarzeneck genannt. Eigentümer war Hans Sonleutner. 1599 ist hier Endres Sonleutner als Hammermeister genannt. Dieser erwirbt das Gut Schwarzeneck von Katharina von Plankenfels. Er wollte für das Gut und den Hammer die Adelsfreiheit erwerben, was ihm jedoch durch den Neunburger Landrichter Dietrich von Winterfeld zuerst verwehrte. Erst nach einem Einspruch an den kurfürstlichen Statthalter Fürst Christian zu Anhalt von 1605 wurde ihm die Landsassenfreiheit gewährt. Nach weiteren Divergenzen mit dem Landrichteramt wiederholte Kurfürst Friedrich V. 1615 die Erteilung der Landsassenfreiheit an den Sonleutner, für die dieser einen „Abtrag“ leisten musste. Nach dem Tod des Endres Sonleutner († 10. November 1618) folgte ihm sein Sohn Leonhard nach. Dieser legte im Dezember 1618 die Landsassenpflicht ab, verstarb aber bereits 1620. Das Gut kam dann an Sigmund Abraham Scheups, der die Witwe des Leonhard geheiratet hatte.
Im Verlauf des Dreißigjährigen Krieges kam das Gut auf die Gant. In dieser Zeit wurden von 15 Anwesen sechs zerstört und der Viehbestand sank auf ein Viertel des Vorkriegsbestandes herab. 1650 erwarb das Gut Georg Wilhelm Fuchs. Er huldigte 1652, musste aber 1655 Schwarzeneck wegen widriger Religion verlassen. Er verkaufte Schwarzeneck an Johann Franz Zollner von Brand, der am 17. Juli 1673 die Landsassenpflicht ablegte. Von Franz Zollner kam das Gut an Johann Friedrich von Satzenhofen auf Pettendorf. Dieser verkaufte das Landgut am 15. August 1690 an Adam Friedrich von Horneck und seiner Frau Maria Isabella Eleonora. Bis 1756 blieb das Gut im Besitz dieser Familie.
Am 10. Juli 1756 erteilte der Geheime Rat zu München dem Kloster Schwarzhofen die Genehmigung für den Ankauf des Landsassengutes unter der Bedingung, dass das Kloster dieses binnen 40 Jahren an einen weltlichen Bewerber weiterkaufen müsse und dass auf gewisse Jurisdiktionsansprüche zu verzichten sei. Aufgrund der hohen Verschuldung musste das Kloster das Landsassengut und den seit 1757 verödeten Hammer an Johann Georg von Mospurger veräußern, der 1774 an der Stelle des Eisenhammers eine Spiegelschleife errichtet. 1797 verkaufte er Schwarzeneck an Wenzeslaus Schedel von Greiffenstein, der im gleichen Jahr auch Schloss Katzdorf erwarb.
Dieser scheint 1809 als Inhaber eines Patrimonialgerichts im Landgericht Neunburg auf. 1813 beantragte Wenzeslaus Schedel die Bildung eines Ortsgerichtes zu Schwarzeneck. Am 14. August 1818 suchte er unter Hinweis auf seine 21-jährige Tätigkeit als Landrichter um die Bildung eines Patrimonialgerichts I. Klasse in Schwarzeneck an, was ihm auch am 5. März 1819 gewährt wurde. Nach seinem Tod († 2. August 1819) bat seine Witwe um eine Abänderung in ein Patrimonialgericht II. Klasse für ihren Sohn Wenzel, da sie die Administration nicht mehr ausüben wollte. Dies wurde am 19. März 1820 genehmigt. Am 27. Dezember 1830 verkaufte die Gutsbesitzerin das Patrimonialgericht an August von Schmauß. Dessen Erben veräußerten dieses an den ehemaligen Hammerwerksbesitzer Kerschmann aus Silberhütte. Das war Anlass, die Gerichtsrechte einzuziehen und in das Landgericht Neunburg zu extradieren. 1946 wurde die bis dahin selbständige Gemeinde Schwarzeneck nach Schwarzhofen eingegliedert.

## Schloss Schwarzeneck heute
Das heutige Schloss wurde um 1735 errichtet, wie eine Jahreszahl am Dachstuhl belegt. Der sehr gepflegte zweigeschossige Bau besitzt ein doppeltes Mansarddach mit einem Sprenggiebelportal. Die in Gelb gehaltene Gebäudefassade ist mit weißen Lisenen gegliedert. Davor steht ein dreiseitiges Ensemble von Wirtschaftsgebäuden. Im Obergeschoss befinden sich Zimmer mit Wandmalereien (zwei Seenlandschaften sowie allegorische Gestalten mit dekorativen Elementen im klassizistischen Stil) aus der Zeit um 1800. Das Gebäude gehört heute zu einem landwirtschaftlichen Anwesen.

## Burgstall Schwarzeneck
Die mittelalterliche Burg Schwarzeneck stand oben am Rande des Berges auf einem Vorsprung in das Schwarzachtal und in der Nähe des Schlosses. Von dieser Burg Schwarzeneck ist nur mehr ein Burgstall mit einem (zugemauerten) unterirdischen Gang erhalten, der teilweise von einem Bauernhof überbaut ist (Schwarzeneck Nr. 15). Vermutlich ist dieser Bau im Laufe des Dreißigjährigen Krieges zerstört und dann nicht mehr aufgebaut worden. Der Platz wurde von Freifrau von Horneck 1751 an einen Vorbesitzer des jetzigen Bauernhofes verkauft. Die Anlage wird als Bodendenkmal unter der Aktennummer D-3-6640-0024 im Bayernatlas als „mittelalterlicher Burgstall“ geführt. 